# Mírový kostel (Lovosice)
Mírový kostel (něm. Friedenskirche) v Lovosicích je původně luterský secesní kostel z počátku 20. století, nyní sloužící potřebám náboženské obce Církve československé husitské (v minulosti sloužil též českobratrským evangelíkům a baptistům).
Kostel byl vystavěn roku 1905 pro potřeby německého luterského sboru. Stavbu provedl lovosický stavební podnik, jehož vlastníky byli Wenzel Gruss a Karel Seemann, podle plánů lipského architekta Paula Langeho. Po druhé světové válce a zrušení Německé evangelické církve v Čechách, na Moravě a ve Slezsku kostel připadl Církvi československé. V roce 2012 byla stavba prohlášena kulturní památkou.
Jedná se o jednolodní kostel s lodí na obdélném půdoryse s hranolovou třípatrovou zvonovou věží v severovýchodním nároží a mírně odsazeným polygonálním presbytářem po jižní straně, k jehož západní straně je přiložena obdélná sakristie. V kostele se dochovaly podstatné části původního vybavení a konstrukcí.